# Comuna de Przecław
Przecław (polaco: Gmina Przecław) é uma gminy (comuna) na Polónia, na voivodia de Subcarpácia e no condado de Mielecki. A sede do condado é a cidade de Przecław.
De acordo com os censos de 2004, a comuna tem 10 850 habitantes, com uma densidade 80,8 hab/km².

## Área
Estende-se por uma área de 134,29 km², incluindo:
- área agricola: 53%
- área florestal: 39%

## Demografia
Dados de 30 de Junho 2004:
|                      | Total   | Total | Mulheres | Mulheres | Homens  | Homens |
| -------------------- | ------- | ----- | -------- | -------- | ------- | ------ |
|                      | pessoas | %     | pessoas  | %        | pessoas | %      |
| População            | 10 850  | 100   | 5469     | 50,4     | 5381    | 49,6   |
| Densidade (pop./km²) | 80,8    | 100   | 40,7     | 40,7     | 40,1    | 40,1   |

De acordo com dados de 2002, o rendimento médio per capita ascendia a 1269,7 zł.

## Subdivisões
- Biały Bór
- Błonie
- Dobrynin
- Kiełków
- Łączki Brzeskie
- Podole
- Przecław (stolica gminy)
- Rzemień
- Tuszyma
- Wylów
- Zaborcze

## Comunas vizinhas
- Dębica, Mielec, Mielec, Niwiska, Ostrów, Radomyśl Wielki, Żyraków